# System 3
System 3 är en brittisk datorspelstillverkare, företaget grundades 1982 av Mark Cale.
System 3 är bland annat kända för Last Ninja-spelen. System 3 har några år gått under namnet Studio 3 men använder numera det gamla namnet igen. Ett av deras sedan länge pågående projekt är Last Ninja 4 som är tänkt att släppas till Gamecube och Xbox, spelet har lagts på is ett par gånger och det är osäkert om det någonsin kommer att släppas. 
System 3 har på senare år släppt flera äldre titlar utvecklade av Epyx till moderna format såsom Nintendo DS och Playstation Portable.
System 3 släppte under 2010 Last Ninja-spelen till Virtual Console på Wii.

## Utvecklade spel
- 100% Dynamite
- Bangkok Knights
- Constructor
- Dominator
- Flimbo's Quest
- International Karate
- International Karate II
- International Karate +
- The Last Ninja
- The Last Ninja 2: Back with a Vengeance
- The Last Ninja 3: Real Hatred is Timeless
- Mob Rule
- Myth: History in the Making
- Putty
- Putty Squad
- Turbo Charge
- World Karate Championship
- Tusker
- Twister: Mother of Charlotte
- Vendetta